# Tortula tonkinensis
Tortula tonkinensis là một loài Rêu trong họ Pottiaceae. Loài này được (Besch.) R.H. Zander miêu tả khoa học đầu tiên năm 1993.